# آمانه اوکایاما
آمانه اوکایاما (انگلیسی: Amane Okayama؛ زادهٔ ۱۷ ژوئن ۱۹۹۴) بازیگر اهل ژاپن است. وی از سال ۲۰۰۹ میلادی تاکنون مشغول فعالیت بوده‌است.